# Villa Teresa (Kötitz)

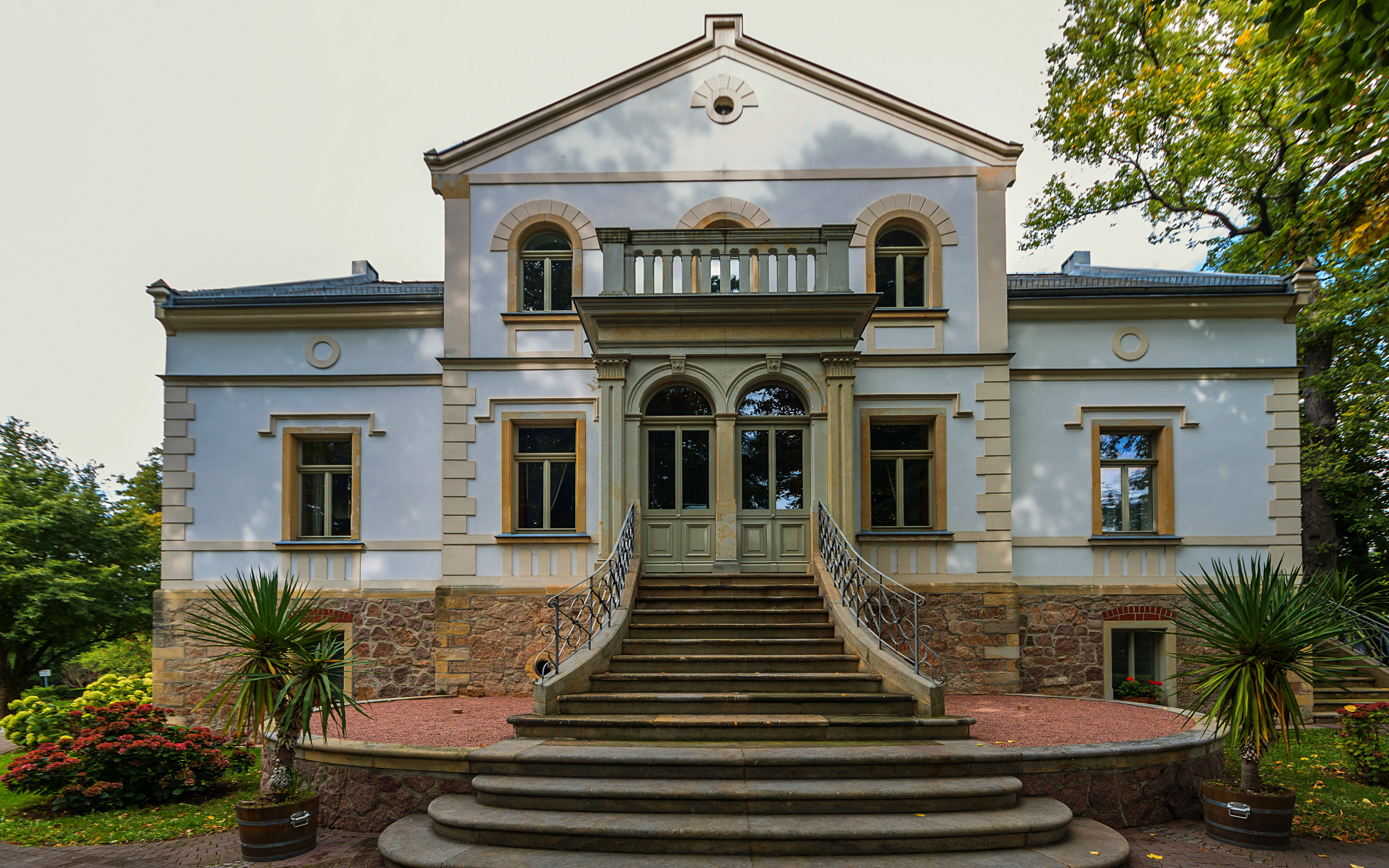
Villa Teresa

Die Villa Teresa steht im Coswiger Ortsteil Kötitz im sächsischen Landkreis Meißen. 1873 im spätklassizistischen Stil erbaut, verfügt die Villa über einen englischen Garten und ist heute ein Ort kultureller Veranstaltungen. Sie war zeitweiliger Wohnsitz des Komponisten Eugen d’Albert und seiner Frau, der Pianistin Teresa Carreño. Nach ihr ist die Villa benannt.

## Beschreibung
Die Villa ist ein markanter historistischer Villenbau, der stilistisch noch spätklassizistische Anklänge aufweist. Sie steht auf einem mit einer gemauerten Einfriedung umgebenen Grundstück. Die 1,3 Hektar große Parkanlage mit unterschiedlichen Baumarten ist als Gartendenkmal geschützt. Darin befinden sich ein 1905 aus Japan importiertes Teehaus, der 1892 errichtete Kompositionspavillon von Eugen d’Albert und ein Teich. Des Weiteren sind auf dem Gelände ein Brunnen und Reste eines Weinkellers vorhanden. Das Landesamt für Denkmalpflege Sachsen sieht die Villa als baugeschichtlich sowie künstlerisch bedeutend an.

## Geschichte

### Vom Bau bis 1961
Der aus Torgau stammende Pfarrer Gustav Theodor Keßler ließ in den Jahren 1873 und 1874 in Kötitz auf dem Gelände des Heubuschs, eines ehemaligen Weinbergs, die Villa erbauen. Nach dem Tod des Bauherren kam es mehrfach zu Besitzerwechseln. Ein Besitzer war der preußische General Herwarth von Bittenfeld. 1891 erwarb der Komponist Eugen d’Albert die Villa. Nach seiner Heirat mit der Pianistin Teresa Carreño 1892 bezogen beide die Villa mit ihren Kindern aus vorherigen Beziehungen. Unverzüglich wurde das zu dem Zeitpunkt Villa Palstring genannte Haus in Villa Teresa umbenannt. Im Park errichtete Eugen d’Albert einen Kompositionspavillon, um in Ruhe arbeiten zu können. Als die Ehe 1895 geschieden wurde, nahm Eugen d’Albert eine Stelle als Hofkapellmeister in Weimar an. Carreño zog mit ihren beiden Kindern nach Berlin, wo sie ihre Karriere fortsetzte. Im Jahr 1896 verkaufte Eugen d’Albert die Villa an den Schweizer Paul Matter, der sie umbaute. Es wurde ein 300 m² großer Teich angelegt. Im Jahr 1905 wurde ein japanisches Teehaus im Park errichtet. Auf dem Grundstück ließ Paul Matter ein Kutscherhaus errichten, in dem die Pferde, eine Kutsche und später ein Automobil Platz fanden. Die Ehefrau von Paul Matter, Elisabeth Matter, wohnte bis zu ihrem Tod 1961 in der Villa. Sie vererbte das Anwesen der Stadt Coswig.

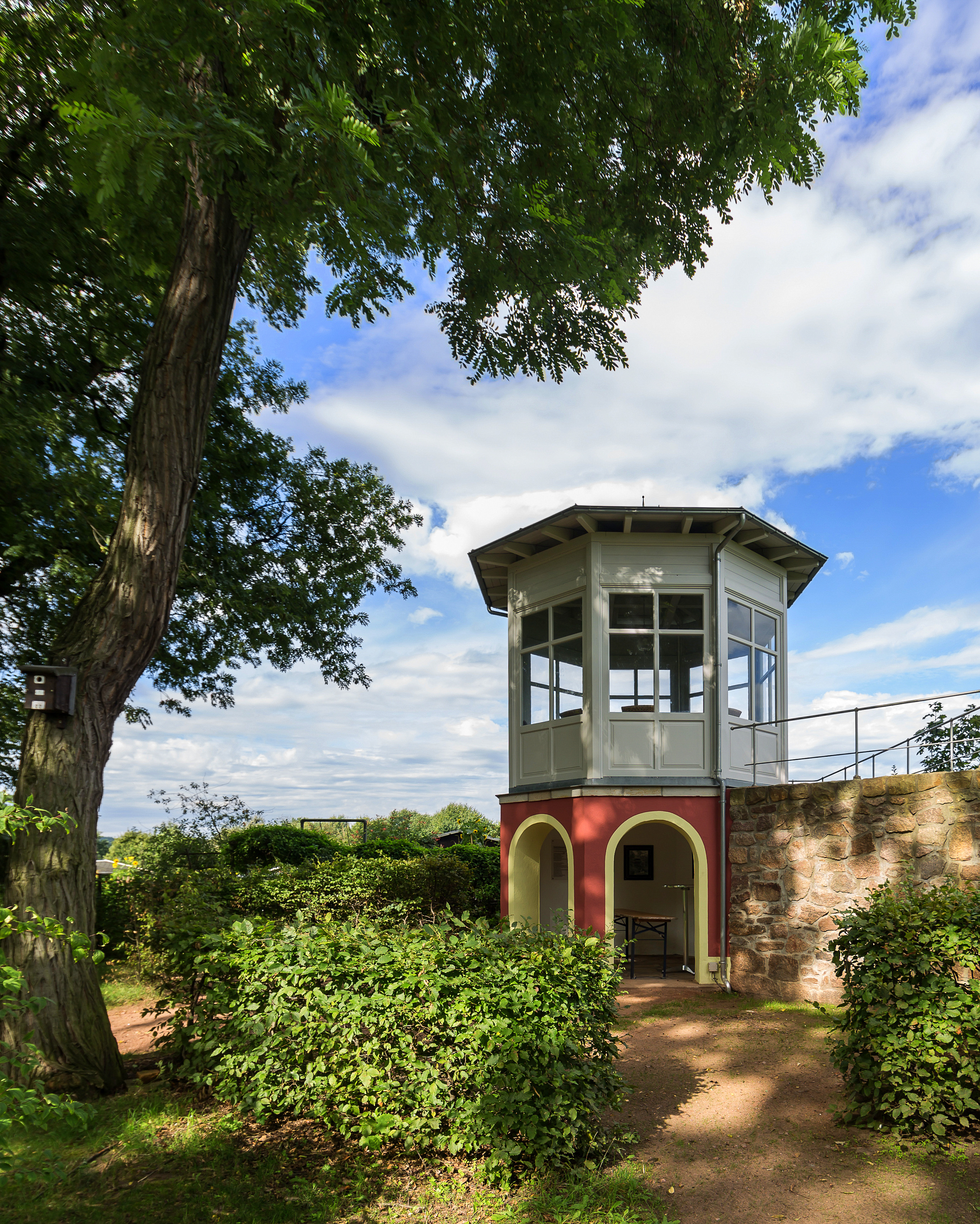
Kompositionspavillon im Park
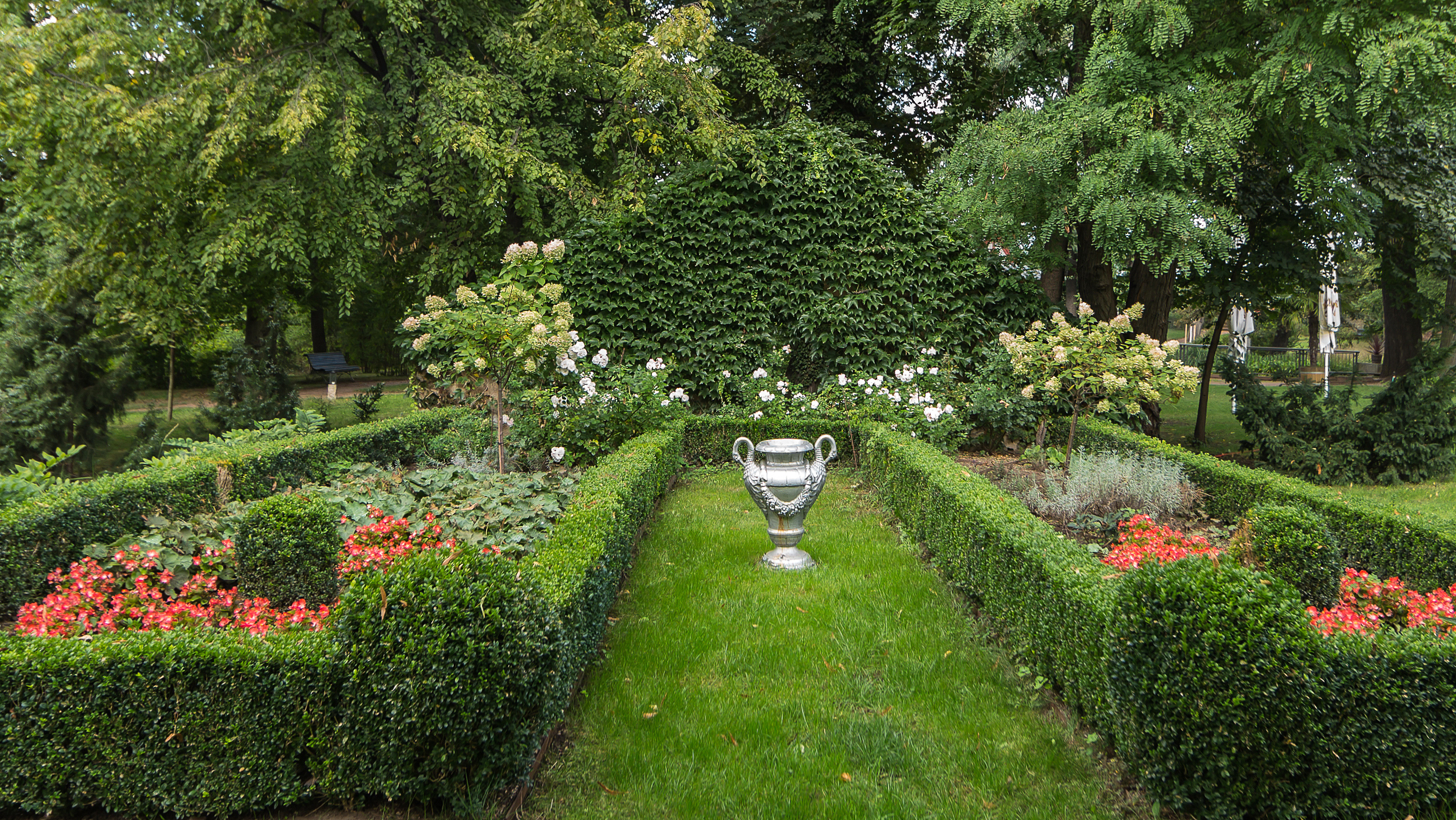
Parkanlage
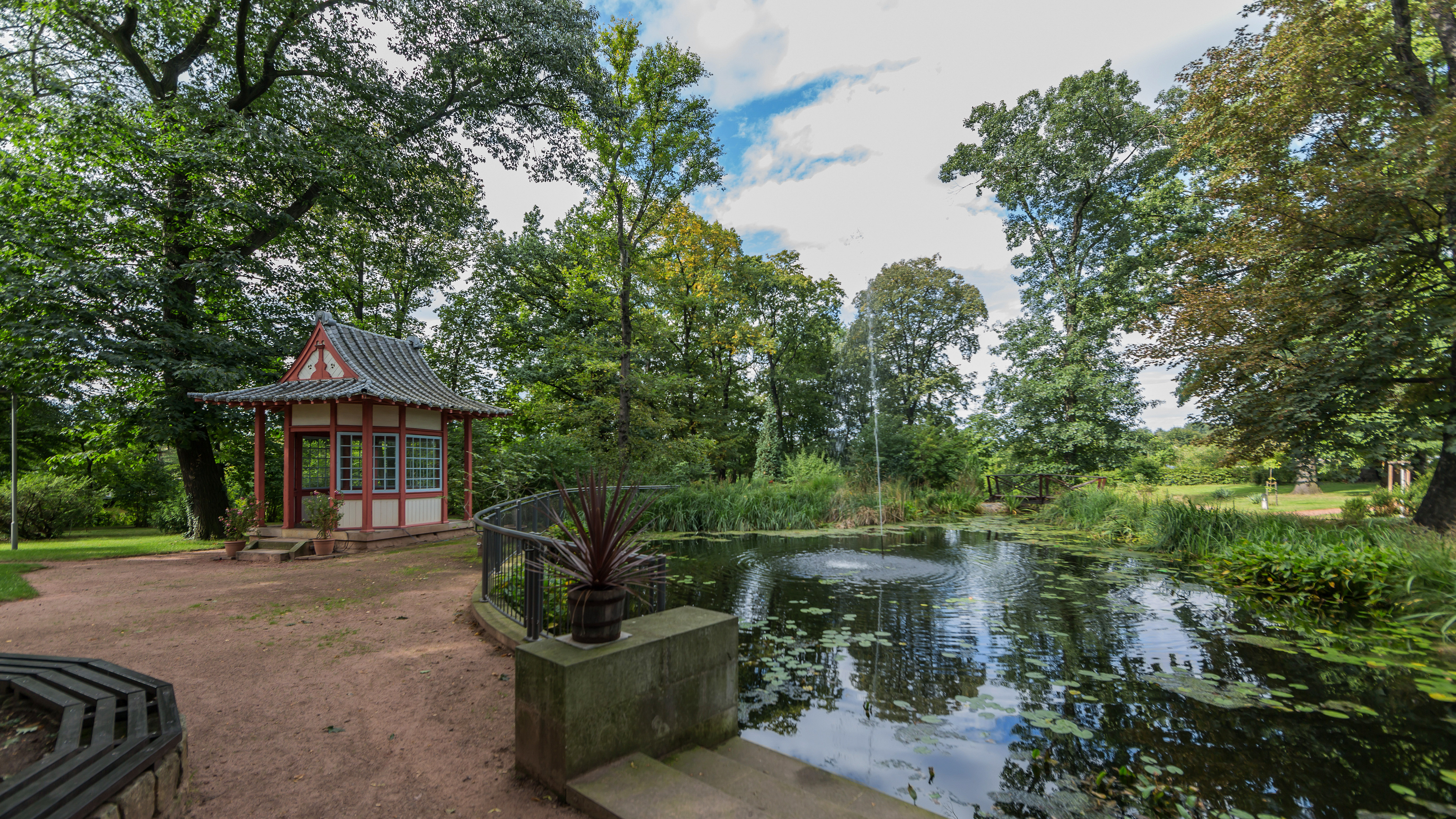
Parkanlage mit japanischem Teehaus und Teich

### 1960er bis 1990er Jahre
Die Stadt Coswig baute die Villa 1968 zu einem Sechsfamilienhaus um. Der stilvolle Park verwilderte vollends. Die DDR-Gebäudewirtschaft konnte durch die Mangelwirtschaft die nötigen Instandhaltungsmaßnahmen nicht durchführen und das Gebäude nur notdürftig reparieren. So wurde das Dach nur geflickt, um es dicht zu halten. Im Jahr 1987, anlässlich des 70. Todestags von Teresa Carreño, ließ der Botschafter von Venezuela an der Villa eine Gedenktafel zur Erinnerung an die Künstlerin und ihren Mann anbringen.

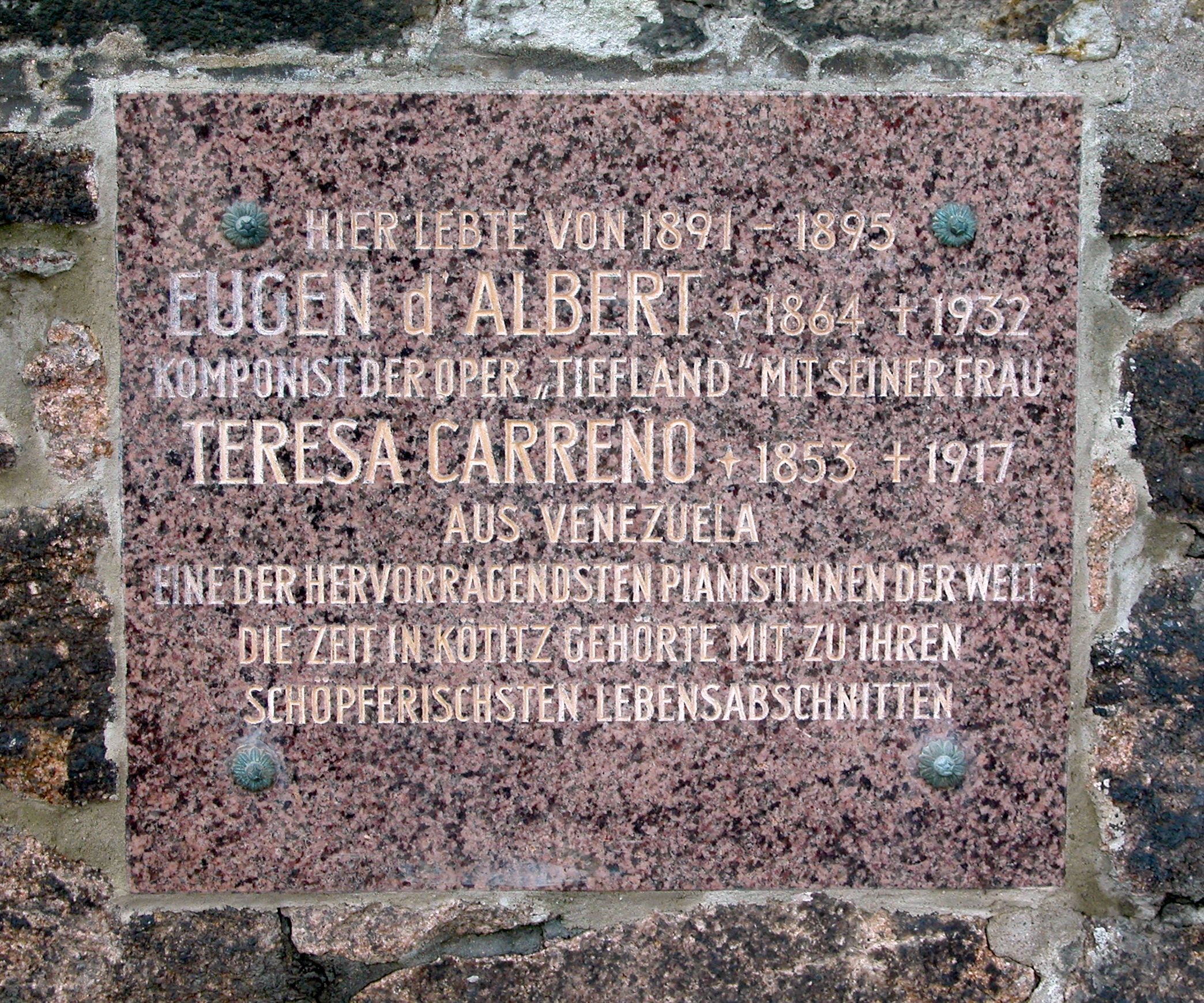
Gedenktafel für Teresa Carreño und Eugen d’Albert
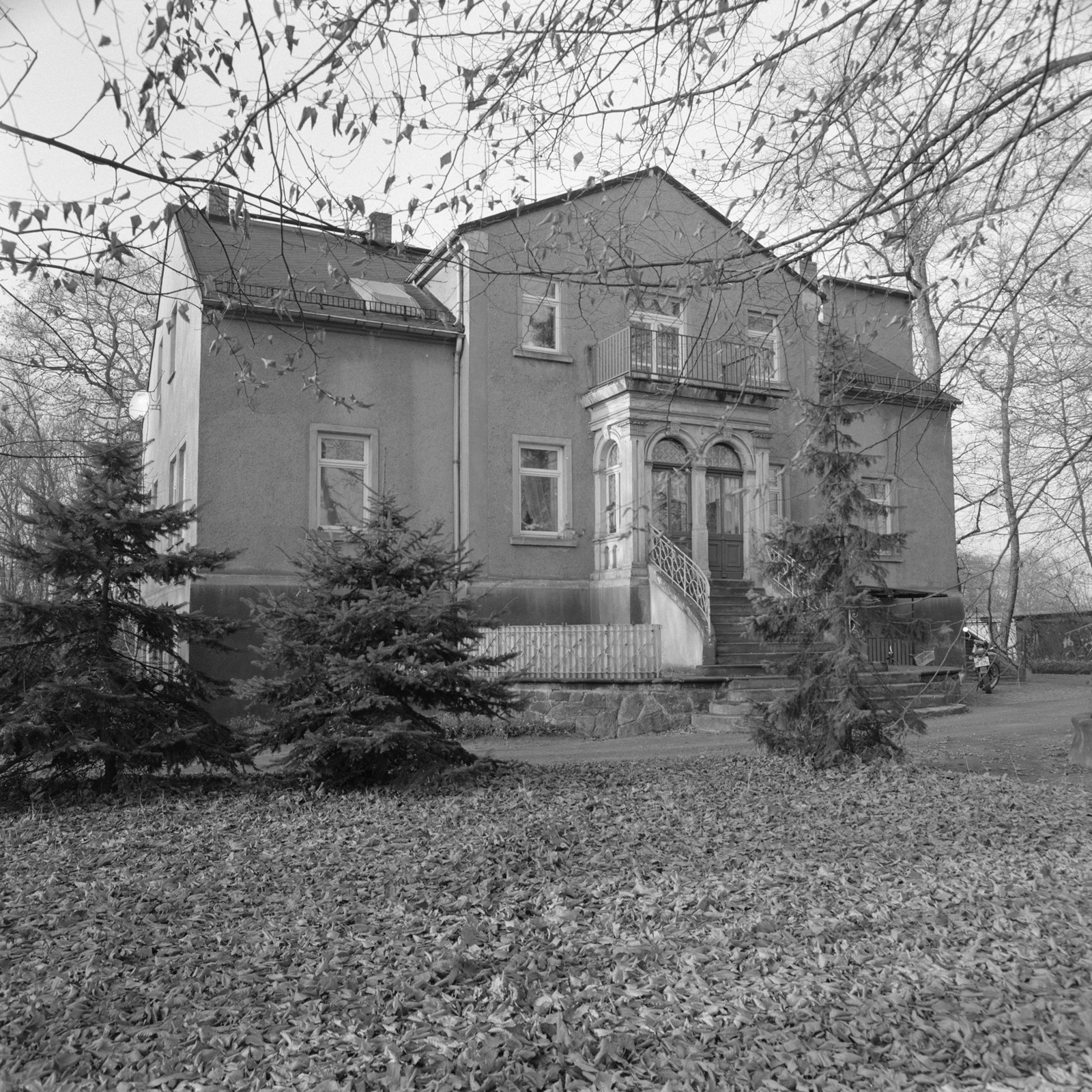
Vorderseite, 1991
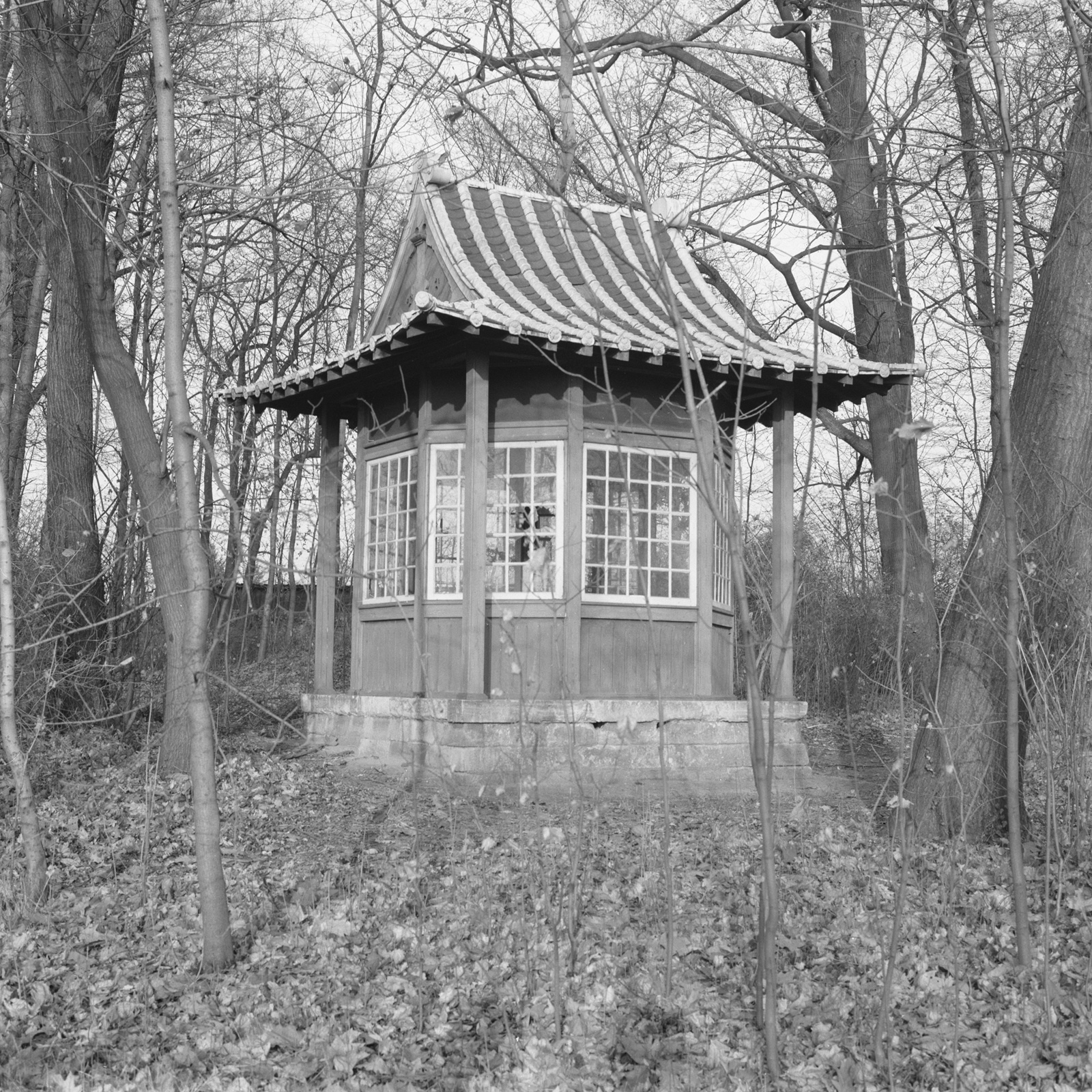
Teepavillon, 1991

### Seit 1995

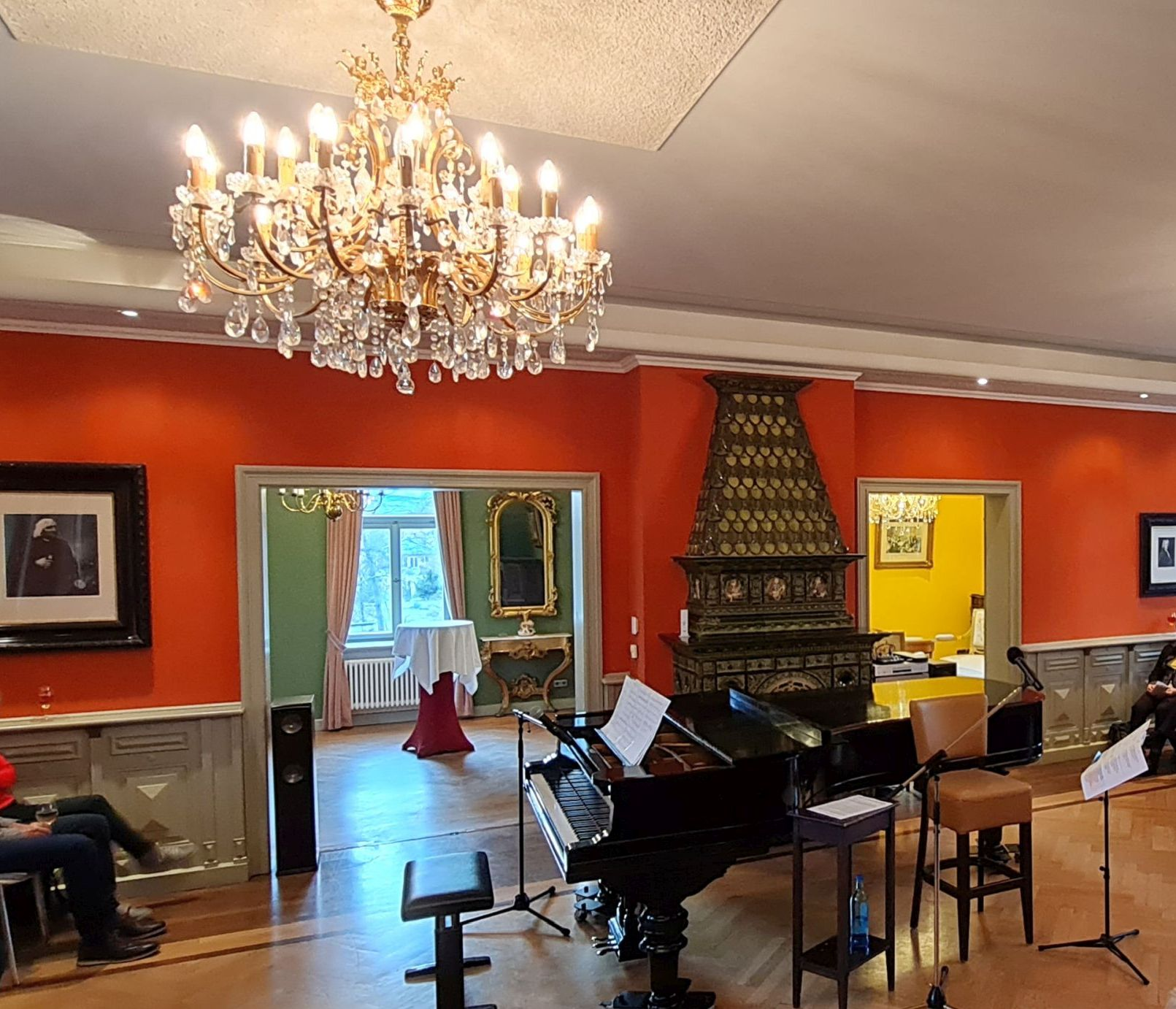
Konzertsaal, 2022

Im Jahr 1995 gründete sich der Förderverein Villa Teresa, dessen Schirmherr der Pianist Peter Rösel ist. Dem Verein gehören Personen aus ganz Deutschland, Venezuela und den USA an. Ziel des Vereins ist die Erforschung des Lebens und Wirkens des Künstlerehepaars Teresa Carreño und Eugen d’Albert und ihres Freundeskreises. Mit der Gründung des Fördervereins und der Ausführung der Pläne für eine Gedenkstätte und ein Kammermusikzentrum in Kötitz begann der Umbau des Hauses. Im Jahr 1999 begannen die Sanierungsarbeiten an der Villa, die bis 2002 andauerten. In dem Jahr wurde das Gebäude als Zentrum für Kammermusik und Literatur neu eröffnet. Heute ist die Villa ein kulturelles Zentrum, in dem verschiedene Veranstaltungen, wie Lesungen, Gespräche und Klavierkonzerte stattfinden. Das Gebäude bietet Platz für bis zu 80 Gäste im Innen- und bis zu 200 Gästen im Außenbereich. In der Villa sind standesamtliche Trauungen möglich. In den Jahren von 2002 bis 2012 gab es 400 Kulturveranstaltungen. 2006 wurde der Park neu gestaltet und der Teich auf 400 m² vergrößert.
2014 wurde in der Villa ein kleines Museum eröffnet, das dem Künstlerpaar Teresa Carreño und Eugen d’Albert als früheren Bewohnern gewidmet ist. Es ist weltweit die einzige, der Öffentlichkeit zugängliche Gedenkstätte für das Künstlerpaar.